# La Fille de Vercingétorix
La Fille de Vercingétorix (A Filha de Vercingétorix (título em Portugal) ) é o trigésimo oitavo álbum da série de banda desenhada franco-belga Astérix, sendo o quarto livro escrito por Jean-Yves Ferri e desenhado por Didier Conrad, tendo sido publicado em 24 de outubro de 2019. Em Portugal foi publicado pela editora Edições ASA.